# Momo de Tonga
Momo de Tonga (ca. 1.100 d. C.) fue el décimo rey de Tonga de la dinastía Tu'i Tonga. Su nombre proviene de uno de los tres habitantes primigenios de Tonga, Momo (traducido como migaja en tongano). Su reinado fue uno de los más prósperos de la historia de Tonga, consiguiendo conquistar territorios como Samoa o parte de Fiyi.
Su tribu era conocida como el clan Ha'a Mene 'Uli (el clan de los traseros sucios) porque para honrar tenían que mantener la cabeza más baja que la del honrado y, por lo tanto, se movían sobre sus traseros en lugar de sobre sus pies.

## Biografía

### Administración
El rey Momo fue el primero en cambiar la capitalidad del imperio tongano, desplazando su corte a Heketā, cerca del pueblo de Niutōua (literalmente cocoteros doblemente plantados en tongano). 

Extensión del imperio tongano en el

Bajo su reinado, el Imperio de Tonga alcanzaba su máximo apogeo, teniendo bajo su dominio territorios de Wallis y Futuna, Tokelau, Tuvalu, Rotuma, Nauru, Fiyi, Islas Marquesas, Samoa, Islas Cook, Niue y algunas partes de las Islas Salomón, Kiribati.

### Matrimonio
Según se relata, el rey se enamoró de una muchacha y envió a su matāpule (mensajero en tongano), Leha'uli, a quien sería su futuro suegro, Lo'au, el Tu'i Ha'amea solicitando a su hija de manera encubierta con el nombre de ñame para. Lo'au comprendió el verdadero significado de la petición y respondió que no podía ayudar porque todavía no estaba maduro y el otro ya había brotado. De esta manera expresaba que su hija menor era demasiado joven mientras que su hija mayor, Nua, ya había tenido un hijo con Ngongo Kilitoto de Malapo, jefe del clan Ha'a Ngongo (el clan de Ngongo). Momo le envió un mensaje diciendo que no importaba, siempre y cuando fuera Nua. Lo'au tuvo que convencer a Ngongo que renunciara a su matrimonio, convirtiéndose Nua en reina y su hijo en gobernador. Tā Tui, hijo natural de Momo y Nua sería quien heredaría los derechos sucesorios al trono.
| Predecesor: 'Afulunga | Tu'i Tonga siglo xi | Sucesor: Tā Tui |